# Чемпионат России по тхэквондо 2015
Чемпионат России по тхэквондо 2015 года среди мужчин и женщин проходил с 17 по 20 ноября в Сочи в ФОК «Адлер Арена». В турнире участвовало более 400 спортсменов из 60 регионов страны.

## Медалисты

### Мужчины
| Весовая категория | Золото                                                     | Серебро                                | Бронза                                                                          |
| ----------------- | ---------------------------------------------------------- | -------------------------------------- | ------------------------------------------------------------------------------- |
| до 54 кг          | Алексей Владимиров · Воронежская область                   | Владислав Гапонюк · Ростовская область | Абубакар-Сидик Хасиев · Чечня Магомед Махмудов · Дагестан                       |
| до 58 кг          | Сергей Каргаполов · Челябинская область                    | Тамерлан Киргуев · Северная Осетия     | Руслан Поисеев · Москва Дмитрий Казаков · Москва                                |
| до 63 кг          | Арман Иргалиев · Московская область · Астраханская область | Кирилл Кучьянов · Астраханская область | Владислав Нахушев · Челябинская область Кирилл Кучьянов · Краснодарский край    |
| до 68 кг          | Вячеслав Минин · Челябинская область                       | Булат Габдульбаров · Татарстан         | Ибрагим Мехтиев · Дагестан Константин Минин · Челябинская область               |
| до 74 кг          | Никита Кривейченко · Санкт-Петербург                       | Кадырбеч Дауров · Адыгея               | Александр Ряховский · Татарстан Андрей Янаев · Москва                           |
| до 80 кг          | Дмитрий Закрепин · Санкт-Петербург                         | Антон Котков · Карелия                 | Никита Коротков · Челябинская область Андрей Земледельцев · Воронежская область |
| до 87 кг          | Александр Пряжников · Москва                               | Владислав Ларин · Карелия              | Александр Луневский · Челябинская область Айдемир Шахбанов · Карачаево-Черкесия |
| свыше 87 кг       | Олег Кузнецов · Иркутская область                          | Роман Кузнецов · Иркутская область     | Юрий Кириченко · Краснодарский край Ярослав Митрофанов · Татарстан              |

### Женщины
| Весовая категория | Золото                                 | Серебро                                  | Бронза                                                                                         |
| ----------------- | -------------------------------------- | ---------------------------------------- | ---------------------------------------------------------------------------------------------- |
| до 46 кг          | Полина Усенко · Волгоградская область  | Анастасия Мозлова · Липецкая область     | Мария Смирнова · Санкт-Петербург Вера Однокозова · Челябинская область                         |
| до 49 кг          | Александра Лычагина · Москва           | Анастасия Анохина · Липецкая область     | Наталья Антипенко · Санкт-Петербург Светлана Игуменова · Воронежская область                   |
| до 53 кг          | Анисия Челохсаева · Северная Осетия    | Анфиса Самохвалова · Челябинская область | Екатерина Ким · Краснодарский край · Ростовская область Милана Белоносова · Ивановская область |
| до 57 кг          | Милана Дрямова · Ленинградская область | Ольга Смолина · Челябинская область      | Дарья Адамьяк · Санкт-Петербург Дарья Журавлева · Санкт-Петербург                              |
| до 62 кг          | Елена Евлампьева · Татарстан           | Ольга Смолина · Санкт-Петербург          | Полина Никуличева · Красноярский край Анастасия Бирючевская · Ивановская область               |
| до 67 кг          | Оксана Джамансартова · Карелия         | Надежда Глышко · Краснодарский край      | Екатерина Дербенева · Карелия Софья Мотузка · Москва                                           |
| до 73 кг          | Арина Животкова · Челябинская область  | Карина Жданова · Москва                  | Анастасия Гурская · Санкт-Петербург Кристина Дюбина · Адыгея                                   |
| свыше 73 кг       | Ольга Музычка · Краснодарский край     | Олеся Бардаченко · Карелия               | Светлана Толкунова · Москва Гузель Курбанова · Челябинская область                             |